# Jari Isometsä
Jari Olavi Isometsä (* 11. September 1968 in Alatornio) ist ein ehemaliger finnischer Skilangläufer.

## Sportliche Karriere
Isometsä gewann 1992, 1994 und 1998 mit der finnischen Mannschaft die Bronzemedaille bei den Olympischen Winterspielen. Mit der finnischen Staffel konnte er des Weiteren zwei Silbermedaillen (1995, 1997) und eine Bronzemedaille (1991) bei Nordischen Skiweltmeisterschaften erkämpfen. Im Verfolgungswettbewerb erlief er sich bei den Nordischen Skiweltmeisterschaften 1995 mit der Bronzemedaille seine einzige Medaille in einem Einzelwettbewerb.
Isometsä gewann im Laufe seiner Karriere vier Weltcupwettbewerbe. Sein erster Weltcupsieg gelang ihm 1996 im heimischen Lahti über die 30 Kilometer Freistil, wo er Bjørn Dæhlie auf Platz zwei verweisen konnte. Im März 2000 stand Isometsä im italienischen Bormio das letzte Mal auf der obersten Stufe des Siegerpodestes. Dort gewann er den Verfolgungswettbewerb vor Johann Mühlegg.
Zwischen 1994 und 2000 konnte er sich jede Saison unter den ersten Zehn des Gesamtweltcups platzieren. 1994 und 1996 wurde er Dritter der Gesamtwertung und 2000 konnte er hinter Johann Mühlegg Platz zwei belegen. In diesem Jahr gewann er zudem den einmalig ausgetragenen Mitteldistanzweltcup.
Bei den Nordischen Skiweltmeisterschaften 2001 in Lahti belegte Isometsä Platz zwei hinter Per Elofsson im Verfolgungswettbewerb. Bei der anschließend durchgeführten Dopingkontrolle wurde ihm allerdings die Einnahme des Blutplasma-Expanders Hydroxyethylstärke nachgewiesen. Isometsä verlor seine Silbermedaille und wurde anschließend von der FIS mit einer zweijährigen Dopingsperre belegt.
Nach Ablauf seiner Dopingsperre kehrte Isometsä 2003 wieder in den Weltcup zurück, konnte sich jedoch nicht mehr im Vorderfeld platzieren. 2006 beendete er seine Karriere nach dem Wettbewerb über 15 Kilometer klassisch im estnischen Otepää, bei dem er den 40. Platz belegte.

## Weltcupsiege im Einzel
| Nr. | Datum            | Ort         | Disziplin        |
| --- | ---------------- | ----------- | ---------------- |
| 1.  | 3. März 1996     | Lahti       | 30 km Freistil   |
| 2.  | 5. Februar 2000  | Lillehammer | 20 km Verfolgung |
| 3.  | 16. Februar 2000 | Ulrichen    | 10 km Freistil   |
| 4.  | 19. März 2000    | Bormio      | 15 km Verfolgung |

## Weltcup-Gesamtplatzierungen
| Saison    | Gesamt | Gesamt | Langdistanz | Langdistanz | Sprint | Sprint |
| Saison    | Punkte | Platz  | Punkte      | Platz       | Punkte | Platz  |
| --------- | ------ | ------ | ----------- | ----------- | ------ | ------ |
| 1989/90   | 6      | 40.    | –           | –           | –      | -      |
| 1990/91   | –      | –      | –           | –           | –      | -      |
| 1991/92   | 21     | 22.    | –           | –           | –      | -      |
| 1992/93   | 126    | 22.    | –           | –           | –      | -      |
| 1993/94   | 442    | 3.     | –           | –           | –      | -      |
| 1994/95   | 525    | 5.     | –           | –           | –      | -      |
| 1995/96   | 617    | 3.     | –           | –           | –      | -      |
| 1996/97   | 363    | 6.     | 66          | 16.         | 238    | 6.     |
| 1997/98   | 316    | 5.     | 176         | 5.          | 140    | 9.     |
| 1998/99   | 370    | 8.     | 90          | 15.         | –      | -      |
| 1999/2000 | 708    | 2.     | 97 596      | 12. 1. 1    | 15     | 53.    |
| 2000/01   | 81     | 53.    | –           | –           | –      | -      |
| 2001/02   | –      | –      | –           | –           | –      | -      |
| 2002/03   | 29     | 78.    | –           | –           | –      | -      |
| 2003/04   | 15     | 119.   | 15          | 79. 2       | –      | -      |